# David Antón Guijarro
David Antón Guijarro, conegut com a "Niño Antón" (Múrcia, 23 de juny de 1995) és un jugador d'escacs espanyol, que té el títol de Gran Mestre des de 2013.
A la llista d'Elo de la FIDE de l'agost de 2022, hi tenia un Elo de 2668 punts, cosa que en feia el jugador número 4 (en actiu) de l'estat espanyol, i 76è del món. El seu màxim Elo va ser de 2703 punts, a la llista del març de 2020.

## Biografia i resultats destacats en competició
Tot i que va néixer a Múrcia, abans de complir un any Antón es va traslladar amb la seva família a Madrid, on actualment resideix. Es va matricular en matemàtiques a la Universitat Complutense de Madrid, tot i que posteriorment va abandonar la carrera sense acabar el primer curs per tal de dedicar-se completament als escacs.
Va començar a jugar als escacs als quatre anys i abans dels sis ja formava part del «Club de Ajedrez San Viator», el col·legi on estudiava. Aviat dona mostres del seu talent tant en tornejos individuals com en campionats per equips. Els seus èxits el porten, als 13 anys, a fitxar per l'equip «VTI Virgen de Atocha» per jugar a la Divisió d'Honor madrilenya.
És a partir de la categoria sub14 quan David va començar a destacar, aconseguint des de llavors coronar-se 8 vegades campió d'Espanya per edats.
El 2009 guanyà el campionat d'Espanya sub-14, el primer triomf rellevant de la seva carrera.
El 2010 es proclamà campió d'Espanya sub-16 a Linares, un resultat que repetiria l'any següent, el 2011, a Padrón.
El 2013 es proclamà Campió d'Espanya sub-18, a Salobreña, i el mateix any empatà al segon lloc al Campionat d'Espanya, a Linares, amb Julen Arizmendi, Miquel Illescas i Oleg Kornéiev (el campió fou Ivan Salgado). El desembre de 2013 fou subcampió del món Sub-18, a Al-Ain.
El març de 2014 fou segon al campionat d'Europa individual, a Erevan, amb 8 punts d'11 partides, empatat a punts amb set jugadors més (el campió fou el rus Aleksandr Motiliov). Aquest resultat el va classificar per la Copa del Món de 2015. A partir d'aquell moment, entrenat pel Mestre Internacional David Martínez "El Divis", va decidir dedicar-se als escacs i abandonar els seus estudis de matemàtiques.
El setembre de 2015 fou subcampió d'Espanya absolut a Linares amb 7 punts de 9 partides, amb els mateixos punts que el campió Paco Vallejo però amb pitjor desempat. L'octubre de 2015 va participar en la Copa del Món de 2015 on fou eliminat a la primera ronda per Liviu-Dieter Nisipeanu.
L'agost del 2016, a Linares, fou subcampió d'Espanya amb 7 punts (el campió fou Paco Vallejo). L'octubre de 2016 es proclamà campió del 21è Magistral Ciutat de Barcelona amb 5 punts de 7, després de derrotar a la darrera partida a Jan-Krzysztof Duda.
El gener-febrer de 2017, empatà al primer lloc amb Yu Yangyi i Hikaru Nakamura al Gibraltar Chess Festival amb 8/10 punts (+6-0=4) tot i que va perdre finalment al desempat a tres (el campió fou Nakamura). Durant el torneig era el líder en solitari després de 9 rondes, havent guanyat Vesselín Topàlov i Borís Guélfand entre d'altres, i finalment va fer una performance de 2859 punts.
També el 2017 fou segon al campionat d'Espanya absolut, a Las Palmas de Gran Canària, amb 7, mig per sota d'Iván Salgado i empatat amb Daniel Forcén. L'octubre de 2017 va participar amb la selecció espanyola al Campionat d'Europa d'escacs per equips, a Khersónissos, Creta, i hi va fer una bona actuació al primer tauler, amb el vuitè millor rendiment individual de la competició.
El març de 2018 fou 23è al Campionat d'Europa individual a Batumi, i això li donà plaça per participar en la Copa del Món d'escacs de 2019.
El març de 2019 fou 6è al Campionat d'Europa individual a Skopje (el campió fou Vladislav Artémiev). El novembre de 2019 empatà als llocs 1r-7è, tot i que acabà quart pel desempat, al campionat d'Espanya absolut a Marbella (el campió fou Aleksei Xírov).
L'octubre de 2019 fou cinquè al fort Gran Torneig Suís de la FIDE de 2019 a l'Illa de Man, mig punt per sota del campió, Wang Hao, i per davant del campió del món, Magnus Carlsen, una actuació espectacular que li va permetre pujar el seu Elo fins a la vora dels 2700 punts.
El gener de 2020 va guanyar el torneig Tata Steel Challengers, cosa que donava accés al torneig principal de 2021. El febrer de 2020 va competir al Festival Internacional d'Escacs de Praga, un torneig round-robin de categoria XIX amb deu jugadors. Després d'empatar al primer lloc amb altres quatre jugadors, amb 5/9, fou finalment quart al desempat.
El setembre de 2020 guanyà per primer cop el Campionat d'Espanya, a Linares, superant per desempat Jaime Santos Latasa.
El gener de 2021 participà al torneig de súper-elit Tata Steel 2021, on hi assolí una meritòria 11a posició, i hi aconseguí fer taules amb el campió del món Magnus Carlsen.

### Participació en olimpíades d'escacs
Antón ha participat, representant Espanya, a l'Olimpíada d'escacs de 2014 amb un resultat de (+3 =4 –3), amb un 50,0% de la puntuació i amb una performance de 2567.